# ゴードン・ハスケル
ゴードン・ハスケル（Gordon Haskell、1946年4月27日 - 2020年10月15日）は、イングランド出身のミュージシャン、ベーシスト、ギタリスト、作曲家、作詞家。

## 略歴
ハスケルは、1946年にドーセット州ボーンマスの産院にて生まれた。1961年、学友のロバート・フリップからギターの手ほどきを受け、7月終わりにフリップ、ティノ・リチニオとザ・レイヴンズ （The Ravens）を結成してベース・ギターを担当。ザ・レイヴンズは、9月にウィンボーンにあるウェスト・ムーア・ユース・クラブの教会で初めてのステージに立ったが、1962年8月に解散した。
1963年3月、ダグラス・ワードのトリオやホテル専属バンドでセミプロ活動を続けていたフリップと、ハスケル、リチニオが再結集し、ドラマーとボーカリストを迎えて、ザ・リーグ・オブ・ジェントルメン（The League of Gentlemen）を結成。ビートルズやロイ・オービソン、フォー・シーズンズなど、主に当時のヒット曲を演奏した。彼等は地方紙にドーセットの地元バンドとして紹介されたがレコード・デビューには至らず、1964年初めにはフリップが学業専念のために脱退したので解散。3月にはハスケルがデイヴ・アンソニーを迎え再結成しズート・マネーを頼ってロンドンへ出るも夏に解散 。
彼は次に、ザ・ダウランド・ブラザーズのツアーに約一年間参加した。その途中、観客からフルール・ド・リス （The Fleur de Lys）がベーシストを募集していると聞いて、1965年末にオーディションを受け加入。彼はロンドンに出て、アニマルズが住んでいたリンゴ・スター所有の豪邸に1966年中頃から8ヶ月間下宿。アニマルズのチャス・チャンドラーが米国から連れて来たジミ・ヘンドリックスとも同居した。1966年3月、フルール・ド・リスのセカンド・シングル「サークルズ」でレコード・デビュー。1967年からフルール・ド・リスの三代目マネージャーに就いた人物がアトランティック・レコードの英国部門のヘッドだった事もあり、セッションやバック・バンド活動にも数多く参加して様々な歌手のレコードや作曲家のデモでもベースを弾いた。この時期初めて他の歌手に「レイジー・ライフ」という楽曲を単独で提供。この曲は南アフリカでシングル・チャートで最高2位を記録し、二つの州では1位に輝いた。1968年4月、フルール・ド・リスを脱退。既にヒット曲を出していたザ・フラワー・ポット・メン、キューピッズ・インスピレーションといったグループのツアーに参加。
この当時、書き貯めていた曲をマネージャーと売り込み、キューピッズ・インスピレーションのプロデューサーであったジミー・ダンカンの手によりソロ・アルバムを制作。1969年9月、ファースト・ソロ・アルバム『セイル・イン・マイ・ボート』とファースト・シングルを英CBSより発表。またこの年、旧友のフリップが結成したキング・クリムゾンのリハーサルを度々見学に訪れていた。
1970年春、キング・クリムゾンのセカンド・アルバム『ポセイドンのめざめ』に客演して、「ケイデンスとカスケイド」(Cadence And Cascade）でボーカルを担当。フリップの熱心な誘いを受けキング・クリムゾンにベーシスト兼ボーカリストとして加入し、1970年夏、サード・アルバム『リザード』に参加した。しかしアルバム制作終了後の秋に行なわれたライブ用リハーサルの初日にフリップと衝突して即座に脱退。その後、レコード・プロデューサーのジョン・ミラーの勧めで、英国訪問中だったアトランティック・レコードの会長のアーメット・アーティガンに面接して、その場で歌声を聞かせてレコード契約を得た。
1971年夏、セカンド・アルバム『歳時記』を制作。解散したモーグル・スラッシュのジョン・ウェットン（ベース・ギター）とビル・アトキンソン（ビル・ハリソン、ドラムス）、ハスケルと同じくドーセット州出身でかってダウランズでもプレイしていたアラン・バリー（ギター）らが参加した。ロンドンでの収録後、プロデューサーのアリフ・マーディンがニューヨークのスタジオで追加録音とマスタリングを行なったが、ハスケルは参加しなかった。11月、ロンドンのレインボー・シアターでウィッシュボーン・アッシュ、マウンテンらと共演。その後スタックリッジ、オーディエンスと共にツアーに出た。アルバム発売から9ヵ月後にはソロ歌手を諦め、ティム・ハーディン、フルール・ド・リス時代の同僚だったギタリストのブリン・ハワース等のバック・バンドでベーシストを勤めた。1974年、スタックリッジとセッションをするも正式加入には至らなかった。ハワースのファースト・ソロ・アルバム『レット・ザ・デイズ・ゴー・バイ』に参加。1976年、ハワースのBBCラジオ出演の際のバック・バンドで加藤ヒロシ、ジム・ラッセルと知り合い、バンド「ジョー」を結成して、ディスコ音楽作品を制作し、翌1977年にはシングルを発表。同年、山口百恵がロンドンで制作したアルバム『GOLDEN FLIGHT』にジョーのメンバーらと参加し、百恵のロンドン観光に自分の自動車を提供している。この年の6月から一ヶ月、尺八奏者村岡実のアルバム制作のため初来日を果たしており、レコーディングの合間に加藤ヒロシの故郷の関西で唯一の日本公演を行った。この当時セッション仕事のない日にレストラン・バーで歌っていた際の仲間の紹介で、クリフ・リチャード・バンドのツアーに12週間参加した。
1979年、RCAと2年間のソングライター契約を結び、1967年にハスケルが提供した歌「レイジー・ライフ」を唄ったビル・キンバーによるプロデュースでサード・アルバムの制作に入るもテスト盤止まりで発売されず、そのセッションからシングル盤4枚が発売されたのみに終わった。
1984年以降はスペインや北欧など各地で酒場巡りの弾き語り歌手をするなどして過ごしていた。1989年、Wilderness Recordsを設立し、翌1990年に11年ぶりのソロ・アルバム『ハンブルドン・ヒル』を発表。
2001年末、クリスマス・ソングとして発表した'How Wonderful You Are'が全英シングル・チャート2位のヒットとなり、翌2002年春に発表した通算9作目のアルバムHarry's Barも全英アルバム・チャート2位を記録した。2006年、自伝を出版。2007年、ドーセットの自宅からギリシャのスコペロス島に妻ら家族と移住。
プロ活動50周年にあたる2015年の年頭に5年ぶりのシングル曲'I'm letting everybody know'を発表し、年末から久しぶりの英国ツアーを行なった。2016年末、英国に住まいを戻し、活動を再開した。
2020年1月24日、10年ぶりのアルバムThe Cat Who's Got The Creamを発表。ツアー開始をアナウンスするもコロナ禍で中止となった。
2020年10月18日、15日に癌との闘病の末に亡くなったことが報じられた。享年74歳。

## ディスコグラフィ

### ソロ・アルバム
- 『セイル・イン・マイ・ボート』 - Sail In My Boat (1969年)
- 『歳時記』 - It Is And It Isn't (1971年) ※ルクセンブルク・アルバムチャート最高8位。（日本が世界初CD化）
- 『サード』 - Serve at Room Temperature (1979年) ※LPはテスト盤のみ、1997年CDにて正式発売。
- 『ハンブルドン・ヒル』 - Hambledon Hill (1990年)
- 『ドライヴ・ユー・クレイジー』 - It's Just a Plot to Drive You Crazy (1992年)
- Voiceprint Radio Sessions (1994年) ※ミニアルバム
- Butterfly in China (1996年)
- 『オール・イン・シーム・オヴ・シングス』 - All In The Scheme Of Things (2000年9月11日)
- Harry's Bar (2002年4月2日)
- Shadows On The Wall (2002年10月14日)
- Look Out (2003年)
- The Lady Wants To Know (2004年10月4日)
- Gordon Haskell w Szczecinie Live! (2008年) ※ポーランド盤のみ。
- The Road To Harry's Bar, All Hits Live (2008年)
- One Day Soon (2010年9月24日)
- The Cat Who’s Got The Cream (2020年1月24日)

### ソロ・シングル
- "Boat Trip / Time Only Knows"（1969年9月12日)
- "Oo La Di Doo Da Day / Born To Be Together" (1970年2月13日) ※A面のみシングルヴァージョン別アレンジ
- "Sitting By The Fire" (1972年) ※アメリカ盤のみ
- "People Don't Care / Silhouettes" (1979年5月18日)
- "I Need Your Love So Much / Living In The Attic" (1980年)
- "Castles In The Sky / My Baby" (1980年)
- "5-10-15 / Whisky" (1981年) ※A面のみアルバム未収録
- "Hambledon Hill / Mystical Allusion" (1990年)
- "How Wonderful You Are / A Little Help From You" (2001年)
- "There Goes My Heart Again" (2002年) ※3曲入りマキシシングル
- "The Music Played" (2003年) ※Gordon Haskell & Maarit名義。シングルはドイツ盤のみ。ジャケット変更されたフィンランド盤「Shadows On The Wall」にも収録されている[注釈 23]。
- "The Lady Wants To Know / Tell Me All About It (Edit)" (2004年)
- "Everybody Wants To Go To Heaven" (2006年) ※3曲入りマキシシングル、アルバム未収録
- "Take My Breath Away" (2008年9月) ※アルバム未収録
- "Forevermore" (2010年)
- "I'm letting everybody know" (2015年1月)
- "II'm Still Mad About You" (2019年9月)

### キング・クリムゾン
- 『ポセイドンのめざめ』 - In the Wake of Poseidon (1970年)
- 『リザード』 - Lizard (1970年)

### フルール・ド・リス
- Reflections (1997年) ※1965-1969年バンド関連シングル集
- 『ユーヴ・ゴット・トゥ・アーン・イット』 - You've Got To Earn It (2013年) ※未発表曲を含む

### 主な他アーティスト参加作品
- William E: "Lazy Life" (1967年) ※初シングルA面提供楽曲、後にQuentin E Klopjaeger名義南ア再録音盤がヒット。
- Rupert's People: "Reflections Of Charles Brown" (1967年) ※英シングルチャート最高20位。豪チャート最高13位。バンド名義は違うがフルール・ド・リスの演奏。
- Sharon Tandy: "Stay With Me" (1967年) ※B面の「Hold On」をA面にしての英国シングル再発は1968年。西ドイツ等でヒット[注釈 24]。
- Donnie Elbert: Tribute To A King (1968年)
- John Bromley: Sing (1969年) ※制作は1968年
- Cupid's Inspiration: Yesterday Has Gone (1969年) ※同名シングルではなくアルバムのみ。
- Bryn Haworth: Let The Days Go By (1974年)
- Garth Hewitt: Love Song For The Earth (1976年)
- イースト・サイド・シャッフル: 「ファンキー・アップ・ダウン」 (1976年) ※日本のみで発売されたディスコシングル。サックスでメル・コリンズが参加。
- 山口百恵: 『GOLDEN FLIGHT』 (1977年)
- Joe: "How Can I Resist" (1977年) ※シングル両面ともハスケル作品。サックスでメル・コリンズが参加。
- Graffiti-House Band: The Golden Twist Party (1977年) ※Joeの変名バンドによるツイストカバー集。参加者は山口百恵『GOLDEN FLIGHT』とほぼ同じ。
- 村岡実グループ with JOE: 『メモリーズ・オブ・チヨ』(1978)
- トーヤ: 『オフェーリアズ・シャドウ』 - Ophelia's Shadow (1991年) ※1曲目イントロ部分のキーボードのみ[注釈 25]。
- Kisia Skrzynecka: Koa (2005年) ※1曲目と6曲目にデュエットしている。

### 映像作品
- The Gordon Haskell Story (2002年) ※ライブとインタビューDVD。
- The Road To Harry's Bar (2005年) ※2005年のライブとプロモ映像DVD。

## 著書
- Haskell, Gordon (2006). The Road to Harry's Bar: Forty Years on the Potholed Path to Stardom. Mainstream Publishing. ISBN 978-1840189872